# Ortopedia i traumatologia narządu ruchu
Ortopedia i traumatologia narządu ruchu – specjalizacja lekarska zajmująca się diagnostyką, leczeniem i profilaktyką chorób, uszkodzeń, urazów i zmian pourazowych, a także wad wrodzonych i nabytych narządu ruchu. W Polsce konsultantem krajowym ortopedii i traumatologii narządu ruchu od 16 czerwca 2019 jest prof. dr hab. n. med. Jarosław Czubak.